# Josef B. Malina
Josef B. Malina, conosciuto anche come J. B. Malina (fl. XX secolo), è stato uno scrittore e sceneggiatore austriaco.
È autore di Orbis Catholicus: Bilder gläubiger Menschen und geheiligter Formen, che venne pubblicato nel 1933 a Berlino.
Scrisse alcune sceneggiature per il cinema dal 1920 ai primi anni della guerra.

## Filmografia
- Gerechtigkeit, regia di Stefan Lux (1920)
- Hoffmanns Erzählungen, regia di Max Neufeld (1923)
- Ritorno, regia di Géza von Bolváry (1940)
- Traummusik, regia di Géza von Bolváry (1940)
- Krach im Vorderhaus, regia di Paul Heidemann (1941)